# Adicella androconifera
Adicella androconifera är en nattsländeart som beskrevs av Schmid 1959. Adicella androconifera ingår i släktet Adicella och familjen långhornssländor. Inga underarter finns listade i Catalogue of Life.